# Moneragala (district)

Situation du district de Moneragala

Le district de Moneragala est un des deux districts de la province d'Uva, au Sri Lanka. Sans accès à la mer, il est limitrophe, au sud-ouest, du district de Ratnapura (dans la province de Sabaragamuwa), à l'ouest du district de Badulla, au nord et à l'est du district d'Ampara (dans la province de l'Est), et au sud du district d'Hambantota (dans la province du Sud).

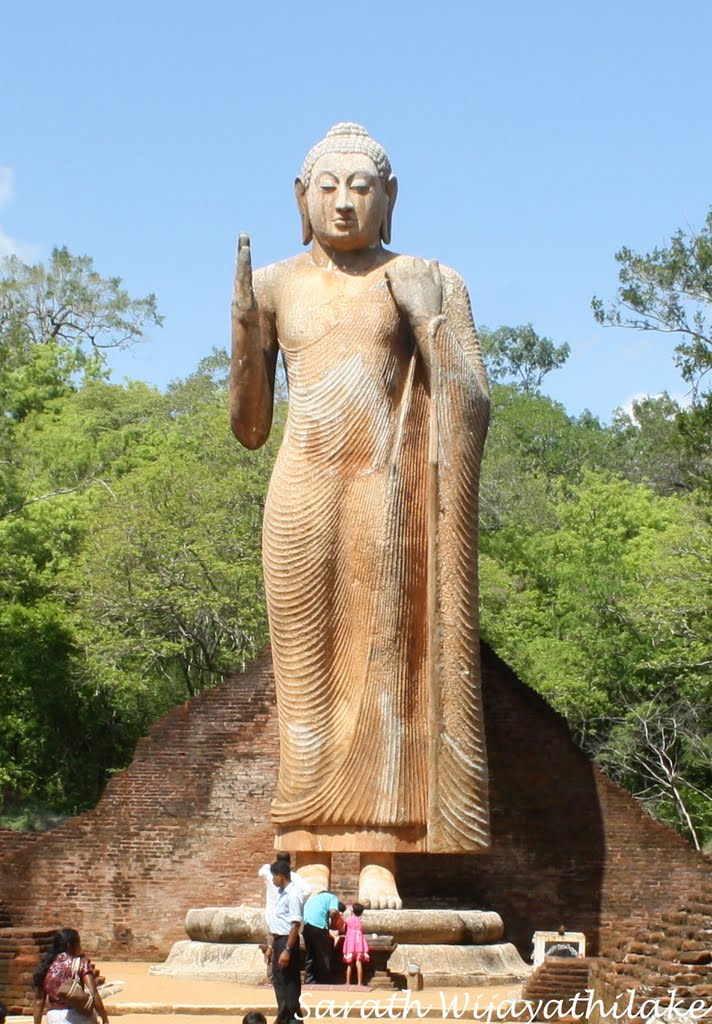
Bouddha de Maligavila

D'une superficie de 7 133 km2, ce district est le plus grand du Sri Lanka (celui d'Anuradhapura ne fait que 7 128 km2). Il a pour capitale Moneragala.

## Population
En 2008, le district comptait 429 803 habitants, répartis comme suit :
| Cinghalais | Tamouls srilankais | Tamouls "indiens" | Maures sri-lankais |
| ---------- | ------------------ | ----------------- | ------------------ |
| 94,5 %     | 1,4 %              | 1,9 %             | 2,0 %              |